# 1996년 11월
| 1996년: 1월 · 2월 · 3월 · 4월 · 5월 · 6월 · 7월 · 8월 · 9월 · 10월 · 11월 · 12월 |

| <          | 1996년 11월  | 1996년 11월 | 1996년 11월 | 1996년 11월 | 1996년 11월 | >          |
| 일         | 월           | 화          | 수          | 목          | 금          | 토         |
|            |              |             |             |             | 1 9.21 임인 | 2 22 계묘  |
| 3 23 갑진  | 4 24 을사    | 5 25 병오   | 6 26 정미   | 7 27 무신   | 8 28 기유   | 9 29 경술  |
| 10 30 신해 | 11 10.1 임자 | 12 2 계축   | 13 3 갑인   | 14 4 을묘   | 15 5 병진   | 16 6 정사  |
| 17 7 무오  | 18 8 기미    | 19 9 경신   | 20 10 신유  | 21 11 임술  | 22 12 계해  | 23 13 갑자 |
| 24 14 을축 | 25 15 병인   | 26 16 정묘  | 27 17 무진  | 28 18 기사  | 29 19 경오  | 30 20 신미 |

| 편집하기 |

## 1996년11월 18일
- 채널 터널 내에서 화재가 발생하다.

## 1996년11월 5일
- 미국 대선이 치러져 빌 클린턴이 재선하다.